# マリア・テレサ・デ・ボルボン＝パルマ
マリア・テレサ・デ・ボルボン＝パルマ（スペイン語: María Teresa de Borbón-Parma、1933年7月28日 - 2020年3月26日）は、ブルボン＝パルマ家の一員で、スペイン王室の分家の一員だった人物。
カルリスタ運動を支持した君主主義者でありながら社会主義活動家でもあり「赤いプリンセス」の異名で呼ばれることとなった。スペイン王室から2度除籍されたが、2020年3月現在のスペイン国王であるフェリペ6世の遠戚にあたる。死去時の日本での報道では「マリア・テレサ王女」などと呼ばれているが、旧パルマ公国の公女（プリンセス）であって、スペイン王女（インファンタ）ではない。

## 生涯
マリア・テレサは1933年7月28日にパリで生まれた 。父はハビエル・デ・ボルボン＝パルマ、母はマドレーヌ・ド・ブルボン＝ビュッセ。 
フランスのアリエ県ベッソンにある古ボス城で育った。トゥールのおよびケベックシティの中等教育機関で学んだ後、パリ大学第4大学（ソルボンヌ大学）でヒスパニック研究の博士号を取得し、マドリード・コンプルテンセ大学で政治社会学の博士号を取得した。彼女は両方の大学の教授だった。1977年にソルボンヌ大学で発表した論文のタイトルは「La clarificación ideológica del Carlismo contemporáneo」（「現代カルリスタのイデオロギー的解明」）だった。イスラム教についても研究し、イスラム教と女性の権利の関係を研究した。彼女は社会主義活動家であり、女性の権利のために戦った。1997年のインタビューで、自身はキリスト教徒であると述べたが、格差を作ろうとした移民に対するキリスト教の態度を批判した。  
1960年代から1970年代にマリア・テレサは、スペインのカルリスタ党をより自由主義的にするための闘争において兄カルロス・ウゴを支援し、家族のカルリスタ主義におけるイデオロギーの転換を支持した。出自と視点が多くの人を惹きつけたことで、彼女はアンドレ・マルロー、フランソワ・ミッテラン、ヤーセル・アラファート、ウゴ・チャベスと交流を持ち、「赤いプリンセス（la princesa roja)」というあだ名で呼ばれるようになった。このあだ名は、ジョセップ・カルラス・クレメンテによるマリア・テレサの伝記（2002年出版）のスペイン語タイトルとして使用された。 
1981年、マリア・テレサは国王令によりスペイン国籍を取得した。公式の国の広報は、「利害関係者の要請で、例外的な状況に応じて、そして彼女がスペインと非常に密接に関連している家系に属していることに応じて」与えられたと述べた。  
2020年3月26日にCOVID-19（新型コロナウイルス感染症）のためパリで86歳で死去し、COVID-19で亡くなった世界初の王室メンバーとなった。翌27日にマドリードで追悼式が行われた。生涯未婚であり、子供もいなかった。

## 著作
- Borbón-Parma, María Teresa de (1977). El momento actual español, cargado de utopía (スペイン語). ISBN 9788422902164。
- Borbón-Parma, María Teresa de (1979). La clarificación ideológica del partido Carlista (スペイン語). ISBN 9788485596027。
- Borbón-Parma, María Teresa de (1990). Cambios en México (スペイン語). ISBN 9788430918591。
- Borbón-Parma, María Teresa de (1994). Magreb: Nuestro poniente proximo (スペイン語). ISBN 9788476833308。
- Borbón-Parma, María Teresa de (1997). Don Javier : una vida al servicio de la libertad (スペイン語). ISBN 9788401530180。
- Borbón-Parma, María Teresa de (1999). Desde Tánger (スペイン語). ISBN 9788483740774。
- Borbón-Parma, María Teresa de (2009). Así fueron, así son (スペイン語). ISBN 9788408088967。